# Constantino Paleólogo (hijo de Andrónico II)
Constantine Doukas Komnenos Palaiologos (griego: Κωνσταντῖνος Δούκας Κομνηνός Παλαιολόγος; 1278/81-1334/35) fue un príncipe bizantino de la Dinastía Paleologo, que recibió el título supremo de Déspota y se desempeñó como gobernador provincial.
Constantino fue el segundo hijo del emperador Andrónico II Paleólogo (1282-1328) y su primera esposa, la emperatriz Ana de Hungría. Nació en algún momento entre 1278 y 1281. Como su padre ya era un coemperador reinante junto a Miguel VIII Paleólogo, se lo llamó Porphyrogennetos ("nacido en la púrpura"), como se certifica en sus sellos. En 1294 fue nombrado Déspota, el rango más alto de la corte en el Imperio bizantino, con motivo de su primer matrimonio con Eudocia, la hija de Teodoro Muzalon.
En 1305, luchó en la desastrosa Batalla de Apros contra la Compañía Catalana. En 1317, él interceptó a su media hermana Simonida, la reina-consorte de Serbia, que deseó retirarse a un monasterio después de la muerte de su madre, Irene de Montferrato, y la entregó a los serbios. Aproximadamente en esta época se casó por segunda vez, nuevamente con una Eudocia, pero sus dos matrimonios no tenían hijos. Tenía un hijo ilegítimo, Miguel Kataros. En 1319 se desempeñó como gobernador de Avlona, y en 1321-1322 como gobernador de Tesalónica. Fue en esta posición que el estallido de la guerra civil bizantina de 1321-1328 lo encontró; en 1322 fue encarcelado por su sobrino, Andrónico III Paleólogo, en Didimótico. Constantino luego se convirtió en monje, bajo el nombre monástico de Kallistos. Él murió en 1334/35.